# Dragoslav Jevrić
Dragoslav Jevrić (cyr. Драгослав Јеврић; ur. 8 czerwca 1974 w Ivangradzie) – serbski piłkarz grający na pozycji bramkarza, reprezentant Serbii i Czarnogóry. 
W seniorskiej reprezentacji zadebiutował 13 lutego 2002 w meczu z Meksykiem. Został także powołany do reprezentacji Serbii na towarzyski mecz z Czechami 4 sierpnia 2006. Całe spotkanie spędził na ławce rezerwowych. Po tym meczu Jevrić zakończył swoją karierę reprezentacyjną.